# Giovanni Benedetto Gentilotti
Giovanni Benedetto Gentilotti (Trento, 11 luglio 1672 – Roma, 20 settembre 1725) è stato un vescovo cattolico e bibliotecario italiano.

## Biografia
Di nobili origini, Giovanni Benedetto Gentilotti si formò in un primo momento a Trento, spostandosi poi per perfezionare i propri studi a Salisburgo, Innsbruck e, dopo aver preso gli ordini minori, a Roma. Chiamato da Leopoldo I nel 1704 per assumere la direzione interinale della Biblioteca imperiale a Vienna. Contribuì all'opera Italia Sacra di Ferdinando Ughelli, compilando le voci relative ai vescovi di Trento.
Dopo aver ottenuto un canonicato presso la cattedrale di Trento nel 1722, fu eletto principe vescovo il 9 settembre 1725, poco prima di morire a Roma il 20 settembre dello stesso anno.
Di Gentilotti è nota la vasta collezione di libri e manoscritti che a metà dell'Ottocento fu donata all'erigenda Biblioteca comunale di Trento, di cui costituì il primo nucleo. Il vescovo, morendo a Roma il 20 settembre 1725, dispose nel proprio testamento che i 4612 libri da lui stesso collezionati nel corso di una vita da studioso e bibliotecario, attivo fra Salisburgo, Vienna e Roma, fossero raccolti tutti a Trento e legati in fedecommesso perpetuo alla famiglia. Pochi anni dopo, nel 1731, gli eredi del vescovo stabilirono che, una volta estinta la linea maschile della dinastia, i libri della collezione Gentilotti fossero "riposti in un decente luogo, ove da letterati, ed amanti delle virtù, e scienze sia libero l'accesso per leggere e studiare", cosa che effettivamente avvenne nel 1806, quando il canonico Giovanni Battista Gentilotti, privo di eredi, lascia la considerevole raccolta di volumi (ormai più di 10.000) di cui era in possesso alla pubblica consultazione “a gloria di Dio ed a vantaggio della patria”.